# Harry Eden
Harry Eden (Harlow, 1º marzo 1990) è un attore britannico.

## Biografia
Ha frequentato la Sylvia Young Theatre School, una delle scuole di recitazione più prestigiose del Regno Unito.
Si è reso conto di voler diventare un attore dopo aver assistito alla rappresentazione del musical Oliver! di Lionel Bart, ed essere stato colpito dal personaggio di Artful Dodger, ruolo che avrebbe in seguito ricoperto egli stesso nel film del 2005 di Roman Polański.
Eden ha poi recitato nel film del 2003 Peter Pan accanto a Jeremy Sumpter.

## Filmografia

### Cinema
- Pure, regia di Gillies MacKinnon (2002)
- Peter Pan, regia di P. J. Hogan (2003)
- L'ultima porta - The Lazarus Child (The Lazarus Child), regia di Graham Theakston (2005)
- Oliver Twist, regia di Roman Polanski (2005)
- Land of the Blind, regia di Robert Edwards (2006)
- Cubs, regia di Tom Harper - cortometraggio (2006)
- Flashbacks of a Fool, regia di Baillie Walsh (2008)
- Nightswimming, regia di Dominic Leclerc - cortometraggio (2010)
- The Mapmaker, regia di Stephen Johnson - cortometraggio (2011)
- Cast Offs, regia di Garrick Lee Hamm - cortometraggio (2013)
- The Spoiler, regia di Katharine Collins (2014)
- Drowning Room Only, regia di Katharine Collins (2015)
- In a Year, regia di Nicole Pott (2017)

### Televisione
- Hero of the Hour, regia di David Richards - film TV (2000)
- Lock, Stock... - serie TV, episodi 1x1 (2000)

- London's Burning - serie TV, episodi 13x1 (2001)
- The Gentleman Thief, regia di Justin Hardy - film TV (2001)
- Murder in Mind - serie TV, episodi 2x5 (2002)
- Helen West - serie TV, episodi 1x1 (2002)
- Real Men, regia di Sallie Aprahamian - film TV (2003)
- Bleak House - miniserie TV, 7 episodi (2005)
- Foyle's War - serie TV, episodi 4x4 (2007)
- Cape Wrath - Fuga dal passato (Cape Wrath) - serie TV, episodi 1x1 (2007)
- Casualty - serie TV, episodi 15x23-32x12 (2001-2017)